# 职业学院站
职业学院站是长春轨道交通3号线与4号线的地铁车站，是一个换乘站，位于中国吉林省长春市南关区卫星路与临河街交叉口。3号线车站于2006年12月26日开通，4号线车站于2011年6月30日开通。3号线本站曾用名临河街站，4号线本站曾用名卫星路站，2019年5月30日统一更为现名。

## 车站结构
职业学院站为3号线与4号线换乘站，其中3号线车站沿卫星路南侧东西向布置，为高架二层侧式站台车站，车站地面层为站厅层，地上二层为站台层，西侧设有一条单渡线与一条存车线。4号线车站沿临河街南北向布置，为高架三层侧式站台车站，地上二层为为站厅层，地上三层为站台层，南侧设有一条单渡线。同时两线在本站西南侧设有联络线，连通3号线下行与4号线下行轨道。两线采用通道换乘，通道连接3号线站厅南侧与4号线站厅东侧。
| 側式 · 開右邊车门 |  |                             |
|                   |  | █ 4号线往长春站北（北海路） |
|                   |  | █ 4号线往天新路（世荣路）   |
| 側式 · 開右邊车门 |  |                             |

| 側式 · 開右邊车门 |  |                                 |
|                   |  | █ 3号线往伪满皇宫（伊通河）     |
|                   |  | █ 3号线往长影世纪城（吉林广电） |
| 側式 · 開右邊车门 |  |                                 |

## 车站出口
职业学院站共设3个出口，其中3号线站厅设一个未编号出入口，A、B出口连通4号线站厅，各出口及周围设施如下所示：
| 编号                      | 出入口信息             | 照片           | 无障碍设施     |
| 连通 3号线站厅            | 连通 3号线站厅         | 连通 3号线站厅 | 连通 3号线站厅 |
| ------------------------- | ---------------------- | -------------- | -------------- |
| 出口                      | 卫星路南侧、临河街东侧 |                | 不適用         |
| 连通 4号线站厅            |                        |                |                |
| 出口 · A · 轮椅升降台标志 | 临河街东侧、卫星路南侧 |                |                |
| 出口 · B                  | 临河街西侧、卫星路南侧 |                | 不適用         |
| 註： 設有輪椅升降台       |                        |                |                |

## 接驳交通

### 公交车
| 临河街 | 临河街   | 临河街 | 临河街   | 临河街 |
| 编号   | 路线     | 路线   | 路线     | 备注   |
| ------ | -------- | ------ | -------- | ------ |
| Z158东 | 中东市场 | 外环 ↻ | 中东市场 |        |
| G160   | 净月潭   | ⇆      | 长春站   |        |

| 卫星路 | 卫星路       | 卫星路 | 卫星路   | 卫星路  |
| 编号   | 路线         | 路线   | 路线     | 备注    |
| ------ | ------------ | ------ | -------- | ------- |
| G17    | 听溪路       | ⇆      | 般若寺   |         |
| K18    | 天普路       | ⇆      | 卫星路   | 原 225B |
| Z230   | 儿童医院     | ⇆      | 东光集团 |         |
| G225   | 园丁花园     | ⇆      | 长春站   |         |
| G233   | 长新街派出所 | ⇆      | 世光路   |         |

## 车站历史
- 2006年12月26日，车站随3号线二期通车开通[1]，开通时名称为临河街站。
- 2011年6月30日，4号线一期车站开通运营，开通时名称为卫星路站[2]。
- 2012年9月22日，3号线与4号线开通站内换乘[4]。
- 2019年5月30日，车站统一更名为职业学院站[3]。

## 其他
3号线与4号线车站开通时均使用线路垂直相交道路命名，导致两站站名不同，尽管2012年起本站开通站内换乘，但站名未统一，该情况在中国大陆轨道交通系统中较为少见，对部分乘客造成了误导，2019年，车站统一更名为职业学院站，以车站东南侧邻近的长春职业技术学院命名。

## 图集
- 3号线站台
- 4号线站台
- 从3号线职业学院站视角看4号线的高架桥
- 职业学院站换乘通道
- 4号线职业学院站导向牌